# Apple Watch Series 6
Apple Watch Series 6（アップルウォッチ シリーズシックス）は、Appleが開発・販売していたスマートウォッチ。Apple Watchの第7世代目に当たる。2020年9月15日にApple Watch SEと並んでApple Special Eventで発表され、9月18日から一般向けに出荷が開始された。2021年10月8日にApple Watch Series 7の予約受付開始に伴い終売した。先代モデル（Series 5）からの主な改良点は、血中酸素飽和度を測定するセンサーを搭載したことが挙げられる。エルメス、Nike+、Editionモデルも販売されている。

## 概要
Apple Watch Series 6には、血中酸素濃度の変化を検知できる血中酸素センサーが搭載されている。他にも新機能としては、以下のようなものがある。
- Apple S6 SiP (A13 Bionicチップから派生したデュアルコアプロセッサをベース) Apple Watch Series 5よりも最大20%高速に動作するとされている。
- 超広帯域通信用のU1チップとUWBアンテナ（これにより次世代のデジタルカーキーが可能になる）
- 2.5倍の明るさの常時点灯ディスプレイ
- 常時高度計
- 1.5時間以内に完了する高速充電
- 屋内や屋外でのランニングなど、特定のワークアウトタイプをトラッキングするための改善されたバッテリー寿命
- 健康増進
- 5GHzのWi-Fiに対応[7]
- 新色としてProduct Redとブルーを追加